# Erisphex aniarus
Erisphex aniarus (лат.) — вид лучепёрых рыб из семейства аплоактовых (Aploactinidae). Длина тела до 6,1 см. Морские донные рыбы, обитающие на глубине 48—152 м. Встречается на континентальном шельфе и континентальном склоне, в тропических водах на западе Тихого и востоке Индийского океанов. Охранный статус вида не установлен. Безвредна для человека и не является объектом промысла.